# Список 2 (хімічна зброя)
Спи́сок 2 — перелік токсичних речовин та їхніх прекурсорів, наведений у додатках до підписаної в 1993 році Конвенції про хімічну зброю. У списку зафіксовано речовини, які використовувалися як хімічна зброя або потенційно можуть слугувати вихідними речовинами для її створення. Виробництво таких речовин в рамках домовленості є критично обмеженим та підлягає обов'язковій реєстрації.
Україна, як і інші учасники Організації із заборони хімічної зброї, взяла на себе зобов'язання дотримуватися вимог щодо контролю за виробництвом та обігом токсичних речовин і прекурсорів зі списку 2.

## Токсичні речовини
- Амітон (O,O-діетил S-[2-(діетиламіно)етил]фосфоротіолат) та аналогічні алкільовані і протоновані солі
- Перфтороізобутилен (1,1,3,3,3-пентафторо-2-(трифторометил)-1-пропен)
- Хінуклідил-3-бензилат

## Прекурсори
- Сполуки, за виключенням наведених у списку 1, що містять атом фосфору, до якого приєднана одна метильна, етильна або пропільна (н- або ізо) група, що не пов'язана з вуглецевим ланцюгом:

метилфосфоніл дихлорид
диметил метилфосфонат
фонофос (O-етил-S-феніл етилфосфонотіолотіонат)
- N,N-Діалкіл (метил, етил, н-пропіл або ізопропіл) фосфорамідні дигаліди
- Діалкіл (метил, етил, н-пропіл або ізопропіл) N,N-діалкіл (метил, етил, н-пропіл або ізопропіл)-фосфорамідати
- Хлорид миш'яку(III)
- 2,2-дифеніл-2-гідроксооцтова кислота
- Хінуклідин-3-ол (3-хінуклідинол)
- N,N-Діалкіл (метил, етил, н-пропіл або ізопропіл) аміноетил-2-хлориди та аналогічні протоновані солі
- N,N-Діалкіл (метил, етил, н-пропіл або ізопропіл) аміноетан-2-оли та аналогічні протоновані солі

N,N-диметиламіноетанол та аналогічні протоновані солі
N,N-диетиламіноетанол та аналогічні протоновані солі
- N,N-Діалкіл (метил, етил, н-пропіл або ізопропіл) аміноетан-2-тіоли та аналогічні протоновані солі
- Тіодигліколь (біс(2-гідроксиетил)сульфід)
- Пінаколіловий спирт (3,3-диметилбутан-2-ол)

## Виробництво та обіг
Згідно підписаної Конвенції про хімічну зброю, країни-учасники Організації із заборони хімічної зброї повинні надавати річну декларацію щодо заводів (місць), на яких здійснюється виробництво чи накопичення речовин зі списку 2. Декларація подається не пізніше, ніж через 90 днів після завершення звітного року. У декларації також вказується перелік запланованих заходів із речовинами, котрі здійснюватимуться у перші 60 днів поточного року; про такі заходи має бути повідомлено не пізніше ніж за 5 днів до їхнього початку. 
Декларування заводів, які проводять операції із речовинами зі списку, є необхідним, якщо вони синтезують, накопичують чи застосовують у кількостях:
- більше за 100 кг — для токсичних речовин (для хінуклідил-3-бензилату — більше 1 кг);
- більше 1 тонни — для прекурсорів.

Передача речовин зі списку 2 за межі країн-учасників, окрім випадків передачі іншим країнам-учасникам, є забороненою. При передачі країна-відправник може вимагати від країни-отримувача сертифікати, що підтверджують:
- невикористання у цілях, незатверджених Конвенцією;
- непередачу третій стороні;
- тип і кількість;
- кінцеве застосування;
- ім'я та адресу кінцевого споживача.